# Akon
 Der er for få eller ingen kildehenvisninger i denne artikel, hvilket er et problem. Du kan hjælpe ved at angive troværdige kilder til de påstande, som fremføres i artiklen.

Aliaune Dmala Bouga Time Puru Nacka Lu Lu Lu Badara Akon Thia (født 16. april 1973), bedre kendt som Akon, er en senegalesisk/amerikansk Grammy-nomineret hiphop/R&B-sanger, sangskriver og pladeproducer.
Han har stiftet de to pladeselskaber Konvict Muzik og Kon Live Distribution. Akon har også arbejdet sammen med Michael Jackson og lavet sangen "Hold my Hand".

## Diskografi
- Trouble (2004)
- Konvicted (2006)
- Freedom (2008)
- El Negreeto (2019)
- Akonda (2019)